# Леонтий (Стасевич)
Леонтий Михайловский, в миру Лев Фомич Стасевич (20 марта 1884 года в Тарногруде, умер 9 февраля 1972 года в Михайловском) — священник Русской Православной Церкви, архимандрит. Включён в Собор святых новомучеников и исповедников Российских и Собор Иваново-Вознесенских святых.
Происходил из крестьянской семьи Тарногруда. В возрасте двадцати шести лет он поступил в Онуфриевский Яблочинский монастырь, где был рукоположён в сан диакона и священника. В 1915 году вместе с другими монахами совершил паломничество в Москву. В 1922—1923 годах был настоятелем Спасо-Преображенского и Евфимиево-Суздальского монастырей в Суздале. Затем служил настоятелем приходов в Суздале, Воронцове, Михайловском, Елховке и снова в Михайловском. Трижды приговорённый к исправительно-трудовым лагерям по обвинению в контрреволюционной агитации и организации антисоветских объединений, он провёл в лагерях 1930—1933, 1935—1938 и 1950—1955 годы. В 1989 году полностью реабилитирован посмертно. Признанный при жизни святым старцем, наделённым даром исцеления и пророчества, он был канонизирован Русской православной церковью в 1999 году с разрешением на местное почитание в Иваново-Вознесенской епархии. В 2000 году почитание было разрешено на всей территории Московского патриархата. Архимандрит Леонтий также почитается в Польской автокефальной православной церкви.

## Юность
Он был единственным сыном Катажины и Томаша Стасевич, глубоко верующих православных крестьян из Тарногрудского уезда. Его дядя Адам был православным священником в сане протоиерея. Как вспоминал будущий священник, в детстве у них часто ночевали паломники, которые рассказывали ему о святынях, которые они посещали, и о почитаемых там святых. По свидетельству Ярослава Харкевича, начальное образование он получил в землевладельческой школе, а затем в четырёхклассной гимназии. В другом источнике говорится, что он учился только в приходской школе. В пятнадцать лет он начал работать писарем в суде Тарногрудского уезда. Шесть лет спустя умер его отец. Несмотря на то, что он стал единственным кормильцем семьи, мать согласилась позволить ему оставить работу и поступить в православную семинарию в Хелме, чтобы он мог стать священником.

## В монастырях в Яблоне, Москве и Суздале
31 декабря 1910 года он поступил в монастырь Святого Онуфрия в Яблочной в качестве послушника. В Великий понедельник 1912 года он принял в монастыре вечные обеты перед настоятелем общины архимандритом Серафимом и принял имя Леонтий в честь преподобного Леонтия Ростовского. Его мать скончалась в том же году. В том же 1912 году, 29 октября, епископ Хельмский Евлогий. рукоположил его во диакона. В следующем году, 20 мая, новый епископ Холмский Анастасий рукоположил его во священника. Пребывание в монастыре в Яблочной сыграло значительную роль в жизни будущего святого, который на протяжении всей жизни считал своего небесного покровителя, святого Онуфрия, своим особым покровителем. С 1913 по 1915 год он служил казначеем монастыря. В 1915 году он вместе со всеми монахами бежал от приближающейся линии фронта в Москву, где сначала временно поселился, а в 1916 году был принят на постоянное жительство в Богоявленский монастырь. По некоторым данным, он поступил в Московскую духовную академию, но из-за её закрытия в 1919 году диплома не получил. Другой источник утверждает, что Леонтий действительно учился в духовном училище, но сначала это было низшее духовное училище, а затем духовная семинария в Москве. Однако нет сомнений, что священник завершил своё образование в 1919 году, когда большевистские власти закрыли московские духовные училища. В 1919 году он получил сан игумена. Богоявленский монастырь в то время уже был зарегистрирован как трудовая коммуна, чтобы избежать ликвидации, и игумен Леонтий исполнял обязанности председателя комитета насельников.[5] В ноябре 1922 года по просьбе епископа Суздальского Василия игумен Леонтий был переведён в Спасо-Евфимиев монастырь в Суздале и в том же году принял настоятельство над общиной, насчитывавшей почти 100 человек. Он прилагал усилия для улучшения финансового положения монастыря и восстановления дисциплины, включая установление регулярного расписания богослужений. В 1923 году советская власть объявила о ликвидации монастыря. Леонтий (Стасевич), однако, остался в Суздале. В 1924 году Патриарх Московский и всея Руси Тихон возвёл его в сан архимандрита. Первоначально он был настоятелем прихода Смоленской иконы Божией Матери. затем — храма святителя Николая в Суздале. В 1929 году он присоединился к протестам верующих против решения о закрытии собора в Суздале.

## Активность в Воронцове и повторный арест
В июле 1947 года Леонтий возобновил свое служение в структуре Русской православной церкви. По решению епископа Ивановского и Кинешемского Михаила он возглавил приход Святой Троицы в Воронцове. Священнослужитель организовал реконструкцию приходской церкви, несмотря на то, что был обременен высоким налогом. Архимандрит вел аскетический образ жизни, совершая все богослужения, проводимые в монастырях, обучая молодежь и призывая прихожан воздерживаться от работы в праздничные дни. Верующие считали его видящим старцем.
2 мая 1950 года он был арестован в третий раз. На этот раз его обвинили в распространении антисоветских идей в своих проповедях, в частности в предсказании скорого конца света и антигосударственном толковании из Священного Писания. Он не признал себя виновным. В том же году его приговорили к 10 годам заключения в исправительно-трудовом лагере. Его отправили обратно в лагерь в Республике Коми, где он пользовался большим уважением среди сокамерников. Говорили, что силой своей молитвы он исцелил дочь начальника лагеря (по некоторым данным, он провёл обряд экзорцизма). В результате он добился смягчения лагерного режима и ему разрешили служить Святую литургию на Пасху.
Спустя несколько лет приговор по делу Леонтия был пересмотрен. Суд установил, что священнослужитель лишь изредка делал антисоветские заявления, и сократил срок его заключения до пяти лет. В результате 30 апреля 1955 года священнослужитель был освобождён из лагеря.

## Дальнейшая работа архимандрита
20 июля 1955 года епископ Ивановский Венедикт направил архимандрита Леонтия в приход св. Архангела Михаила в Михайловском. Священник сразу же завоевал значительный авторитет среди верующих. Он также получил разрешение на ремонт приходской церкви. В знак признания его успехов в работе священнослужителя в 1960 году епископ Иларион назначил его членом епархиального совета и исповедником духовенства епархии. Кроме того, в 1960 году патриарх Московский и всея Руси удостоил священнослужителя права совершать Святую литургию при открытых королевских вратах до Херувимской песни. Однако уже в следующем году из-за ложного обвинения был отстранен от службы, а через месяц направил его в бедную приходскую церковь в Елховце. В 1963 году по многочисленным просьбам прихожан из Михайловского в новь был отправлен обратно.
Пожилой возраст и болезнь привели к тому, что к моменту возвращения в Михайловское архимандрит Леонтий уже не мог ежедневно служить Святую литургию. Однако он принимал верующих у себя дома, исповедовал их, давал духовные наставления и советы. Он вёл скромный образ жизни, не принимал денежных пожертвований, а все дары верующих направлял на содержание храма. В 1969 году патриарх Алексий II наградил его правом ношения второго креста с украшениями.
7 февраля 1972 года он отслужил Святую литургию (последнюю в своей жизни), а на следующий день внезапно заболел и скончался 9 февраля в приходском доме в присутствии церковного хора, который пел для него литургические песнопения. Отпевание совершил архимандрит Амвросий (Щуров). В соответствии с высказанным ранее пожеланием, он был похоронен на Михайловском кладбище.
В перестройку 1989 году архимандрит Леонтий был полностью реабилитирован властями СССР.

## В лике святых
Леонтий Михайловский (Стасевич) считался святым ещё при жизни. Его культ начал формироваться сразу после его смерти. Церковь также признаёт, что на могиле священника происходили чудеса.
Церковь приписывает ему дар исцеления силой молитвы и видения будущего, в том числе предсказание землетрясения в Ташкенте, смерть Алексия II, распад СССР, обретения мощей святого Серафима Саровского, а также момента собственной смерти. В Русской православной церкви святитель Леонтий получил прозвище Михайловский. Мощи святого выставлены для поклонения в церкви св. Архангела Михаила в Михайловском.
В 1999 году архимандрит Леонтий был провозглашён месточимым святым в Иваново-Вознесенской и Кинешемской епархии. Русской православной церкви епископом Ивановским Амвросием. В следующем году Архиерейский собор Московского патриархата причислил его к Собору святых новомучеников и исповедников Российских с титулом святого исповедника. Святого Леонтия Михайловского (Стасевича) включили в собор Ивановских святых в 2000 году.
Культ архимандрита Леонтия существует также в Польском автокефальном православном соборе. С 2008 года в церкви Святой Троицы в Тарногруде выставлена его икона с частицей мощей. В 2010 году архиепископ люблинский и Хелмский Абель учредил в его честь местное празднование, которое проходит в Тарногруде 11 ноября. В Польской апостольской католической церкви святой почитается как святой Леонтий из Тарногруда.